# Poecilotriccus fumifrons
Poecilotriccus fumifrons là một loài chim trong họ Tyrannidae.